# Highland Park (filme)
Highland Park é um filme do gênero comédia/drama dirigido por Andrew Meieran.

## Elenco
| Ator                  | Papel                           |
| --------------------- | ------------------------------- |
| Billy Burke           | Lloyd Howard                    |
| Parker Posey          | Shirley Paine                   |
| Deborah Ann Woll      | Lilly                           |
| Danny Glover          | Ed                              |
| Michelle Forbes       | Sylvia Howard                   |
| Vernee Watson-Johnson | May                             |
| Kimberly Elise        | Toni                            |
| Bob Gunton            | Bert                            |
| Bo Derek              | Destiny                         |
| Blake Clark           | Hal                             |
| John Carroll Lynch    | Rory                            |
| Rockmond Dunbar       | Shaun                           |
| Naturi Naughton       | Char                            |
| Haaz Sleiman          | Ali Rasheed                     |
| Claude Rains          | Senador Paine (arquivo de foto) |
| Eric Ladin            | Jessie                          |
| Jordan Trovillion     | Caroline                        |
| Lauren Mae Shafer     | Jovem Repórter                  |
| Taylor Groothuis      | Jessica                         |
| Sarab Kamoo           | Harriet                         |
| Peter Carey           | Councilman Brice                |
| Stephanie Koenig      | Eileen                          |
| Bill Lumbert          | Bowler                          |
| Will Clarke           | Club Waiter                     |
| Tiren Jhames          | Doug Coolidge                   |
| Madge Levinson        | Merna                           |
| Michael Mili          | Repórter                        |
| Penny Gibbs           | Bar Patron                      |
| Richard 'Rick' Bobier | Repórter                        |
| Rusty Mewha           | Cider Mill Clerk                |
| Danny Ray Cook        | Construction Worker             |